# 廣州大同中學
廣州大同中學，原名廣州市第八十中學，是廣州市的一間中學，位於廣州市白雲區竹料鎮。學校创建于1947年。

## 榮譽
- 广东省国家级示范性高中
- 广东省绿色学校
- 广州市首批中小学生心理健康教育示范学校
- 广东省教学水平评估优秀学校